# Tranberg
Tranberg är en mindre ort i Alfta, belägen i Ovanåkers kommun. 
Tranberg hör till Alfta socken och namnet kommer från ett mansnamn, (Tran, Traun, Tron, Trander) samt berg.
Byn ska ha varit bebodd sedan cirka 700-talet och ett viktigt fynd från denna tid är en arabisk silverskatt på cirka 200 silvermynt som hittats strax intill platsen. 
Tranberg har en minnessten sedan "Erikjansismen" då profeten Erik Jansson från Biskopskulla i Uppland förespråkade ett bättre liv i Amerika och tände 11 juni 1844 ett bokbål där alla böcker som ej sågs som sann kristendom skulle brännas på bål. Tranberg stod för cirka 20 procent av de människor som lämnade Alfta socken för ett bättre liv på andra sidan Atlanten. 
Delar av Voxnaälvs flottarföreningshus ligger kvar mot Viksjöns vatten och är idag privatägt. I trakten ligger flera Hälsingegårdar med anor från sent 1600-tal. 
En roman som utspelar sig i Tranberg är Breven till Kristina - en förbjuden kärlek av Erik Olof Wiklund.

## Viktiga historiska byggnader och monument
- Minnessten från bokbålet vid Hälsingegården Fiskras strand mot Viksjön.
- Voxna Älvs Flottarförenings gamla hus intill Viksjön.
- Minnesförklarade ruiner från gamla bosättningar.